# Strozzapreti

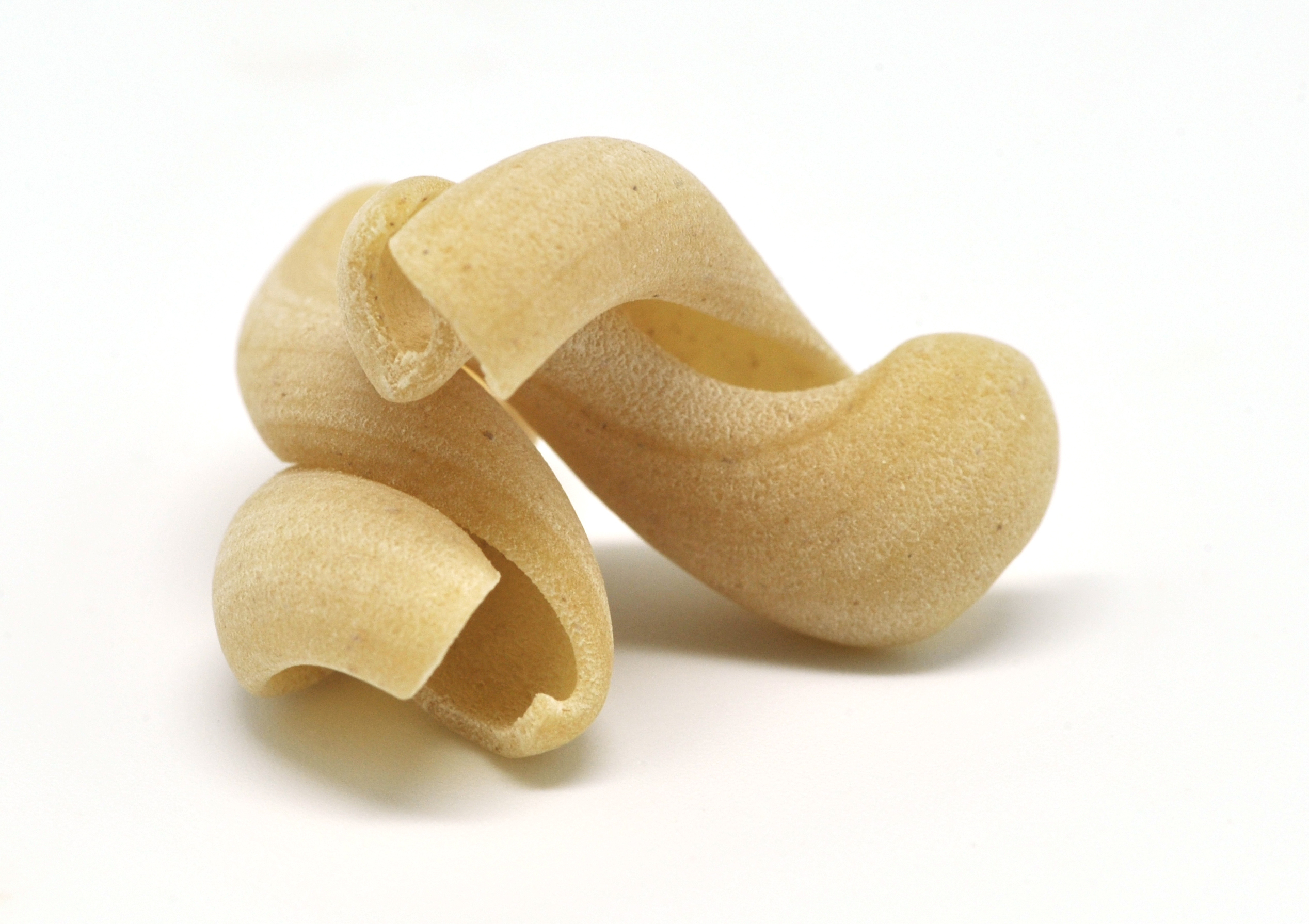
Ungekochte Strozzapreti

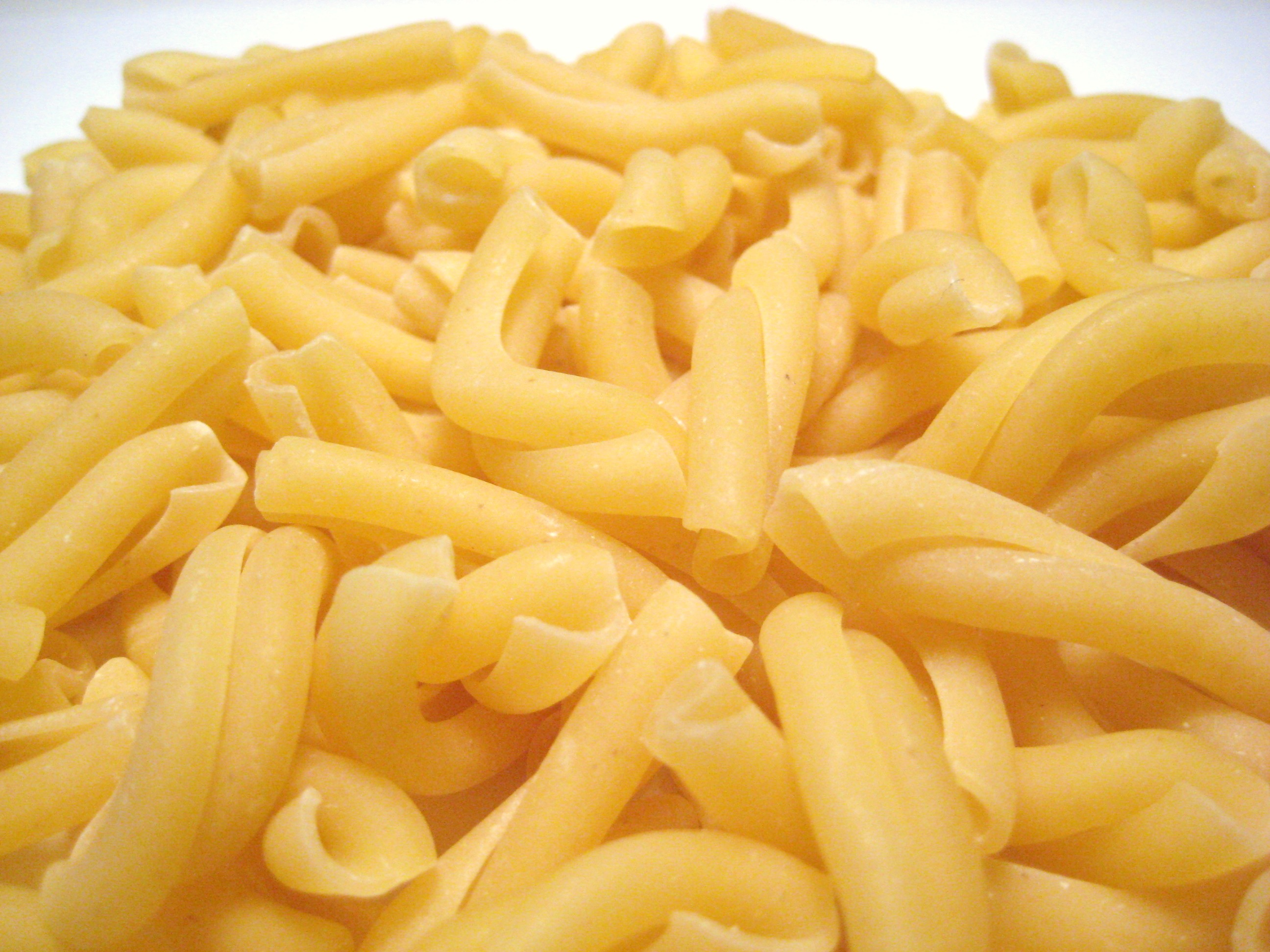
Die fertig gekochte Pasta

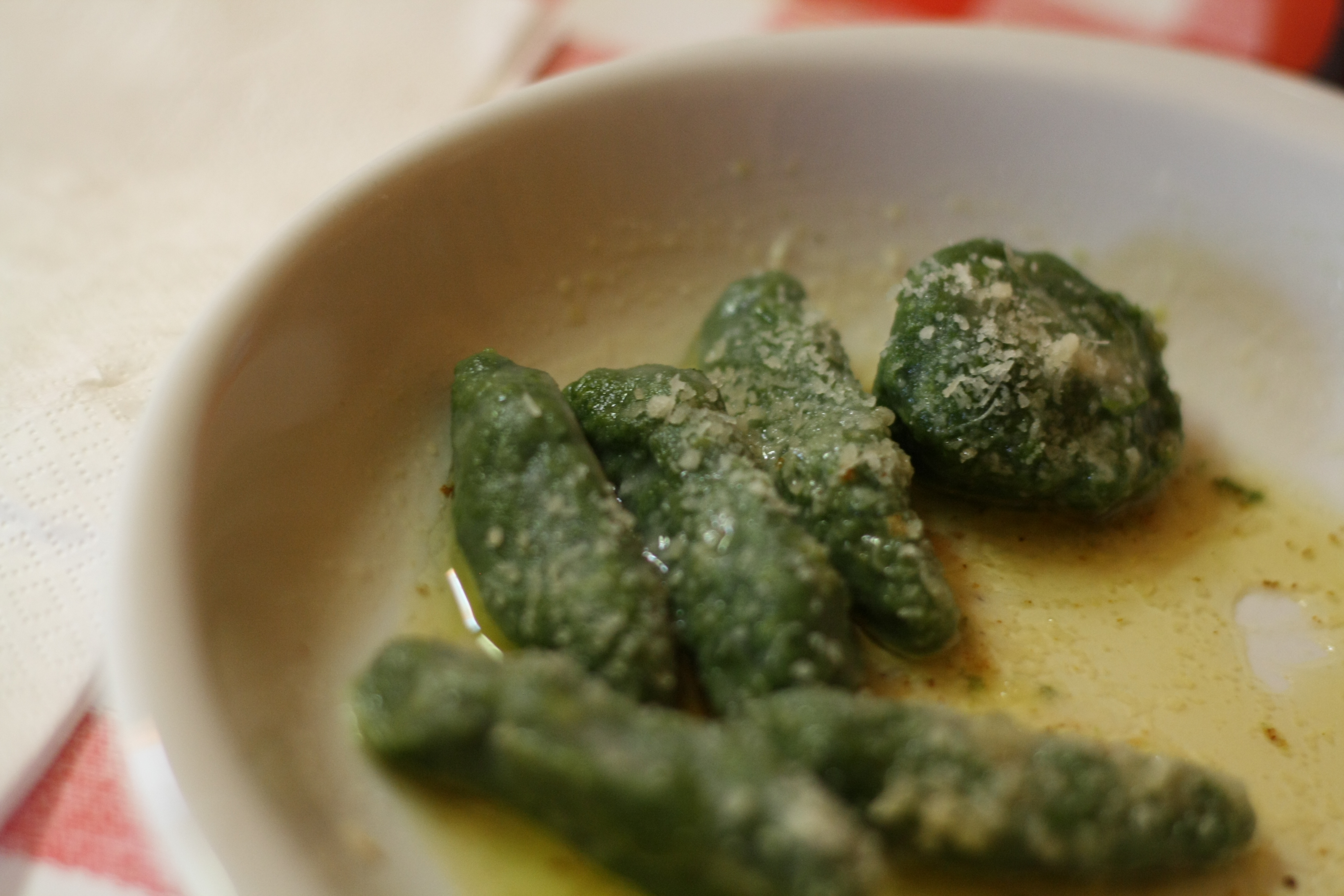
Korsische Variante, bekannt als Sturzapreti

Strozzapreti (italienisch Priesterwürger) ist eine kurze geschwungene Pasta aus dem nördlichen Italien, die ursprünglich an hohen Fest- und Feiertagen mit den unterschiedlichsten Soßen und Ragùs zubereitet wurde.

## Herkunft und Zutaten
Ursprünglich stammt diese Pasta aus den Regionen Emilia-Romagna, Toskana, Marken und Umbrien. Eine Variante findet sich auch in der traditionellen korsischen Küche. Gerade in der erstgenannten Region variieren die Zutaten stark. Häufig wird, wie für Teigwaren aus Norditalien typisch, Ei als Zutat verwendet. In der Romagna kommen lediglich noch Weichweizenmehl (tipo 00) und Salz hinzu. Hin und wieder wird das Ei durch Wasser ersetzt. Anders in der Emilia, wo Eiweiß und geriebener Parmesan mit dem Mehl zu einem Teig verknetet werden. In der Toskana hat sich eine weitere Variante etabliert, die sich in der Form abhebt, da bei der Herstellung das Produkt nicht verdreht wird. Diese Pasta ist unter dem Namen Pici bekannt.
Auf Korsika wird von Sturzapreti gesprochen. Diese Spezialität hat aber keinerlei Ähnlichkeiten mit der italienischen Pasta. Hier handelt es sich eher um eine Art Gnocchi, deren Teig mit dem inseltypischen Brocciu sowie Gemüse (meist Spinat) hergestellt und im Ofen gebacken wird.
Die Strozzapreti sind mittlerweile auch außerhalb der Ursprungsregionen in Italien bekannt und verbreitet. In Deutschland finden sich ebenfalls Hersteller.

## Herstellung
Längst werden Strozzapreti – wie viele andere regional verankerte Pastasorten – industriell oder im großen Stil hergestellt. Prinzipiell unterscheidet sich diese Methode nicht von der ursprünglichen Zubereitung im Haushalt. Der ausgerollte Teig wird in etwa 1,5 Zentimeter breite und 5 bis 10 Zentimeter lange Streifen geschnitten. Diese werden entweder mit den Handflächen, dem Nudelholz oder maschinell leicht in sich verdreht. Dieses Verdrehen führt dazu, dass auch industriell hergestellte Strozzapreti anders als etwa Spaghetti oder Makkaroni nicht einheitlich in Größe oder Form sind. Etablierte Nahrungsmittelkonzerne führen die Pasta im Sortiment. In der Ursprungsregion haben nach wie vor viele kleine handwerklich ausgerichtete Hersteller die Strozzapreti im Angebot.

## Namensherkunft
Wörtlich bedeutet der Name Priester- oder Pfaffenwürger, sinngemäß ließe er sich mit Möge der Pfaffe daran ersticken übersetzen. Um die Herkunft der Bezeichnung gibt es mehrere Mythen.
Eine Erklärung ist, dass eine Handvoll Kirchenmänner frisch zubereitete Nudeln, die äußerst delikat schmeckten, ohne Maß so lange in sich hineinschlangen, bis sie würgen mussten.
Ein anderer Versuch, den Namen zu deuten, hängt mit den Pachtzahlungen in der Emilia zusammen. Diese wurden überwiegend in Naturalien entrichtet, üblicherweise darunter auch Pasta. Der Pächter verband bei der Übergabe der Waren den Wunsch, dass der Empfänger der Pacht daran ersticken möge. Da die Region lange zum Kirchenstaat gehörte, konnte dieser nur ein Priester oder Ordensmann sein, was den Namen erklären würde.
Noch eine andere Deutung zieht die Herstellung als Erklärung heran: Die Hausfrauen der Region hätten während des Machens der Strozzapreti beim Verdrehen des Teiges so viele Emotionen, nicht zuletzt hervorgerufen durch ihre misslichen Lebensumstände, an den Tag gelegt, dass einem Beobachter der Gedanken komme, dass die Frauen glattweg einen Priester erwürgen könnten.

## Trivia
Der römische Dichter Giuseppe Gioachino Belli verewigte die Pasta in seinem Sonett La scampaggnata vom 16. November 1834.
Der britische Fernsehkoch Jamie Oliver ist ein großer Fan der Strozzapreti. Nicht zuletzt die Verwendung in seinen Sendungen hat ihnen zur Bekanntheit außerhalb Italiens verholfen und sie zu einer hippen Pastasorte gemacht.